# Kopalnia Węgla Kamiennego ROW
Das Steinkohlenbergwerk ROW  (polnisch Kopalnia Węgla Kamiennego ROW) ist der Verbund von vier zuvor selbstständigen Bergwerken im Rybniker Kohlengebiet, Polen.
Im Rahmen der Umstrukturierung im polnischen Steinkohlenbergwerk hat sich die Polska Grupa Górnicza (PGG) entschlossen, die bisher selbstständigen Bergwerke Chwałowice, Jankowice, Marcel und Rydułtowy in einer Betriebsgemeinschaft zusammenzufassen. Die Zusammenlegung erfolgte zum 1. Juli 2016.
Dieser Verbund trägt den alten Namen ROW (Rybnicki Okręg Węglowy), verfügt über eine Berechtsame von 154 km², hat 11.690 Mitarbeitende – davon 9408 untertage –, verfügt über 23 Schächte und fördert täglich 58.500 t Steinkohle.
Das Ziel der PGG, die Betriebskosten innerhalb des Unternehmens zu senken, soll durch folgende Maßnahmen erreicht werden:
- Einsparung von Manegementpersonal durch schlankere Verwaltungsstrukturen
- Vereinheitlichung des Abbaumaterials in den bisher selbstständig operierenden Bergwerken
- Schaffung von Untertageverbindungen zwischen den vier Bergwerken

Inwieweit diese Maßnahmen zur Schließung einzelner Förderstandorte führen werden, lässt sich derzeit (Juli 2016) kaum abschätzen, zumal zum gegenwärtigen Zeitpunkt nur zwei der vier Bergwerke, nämlich Marcel und Chwałowice, positive Betriebsergebnisse erzielen.